# Matteo Pelliciari
Matteo Pelliciari (* 22. Januar 1979 in Mailand) ist ein ehemaliger italienischer Schwimmer. Bei Weltmeisterschaften erkämpfte er eine Silbermedaille auf der 50-Meter-Bahn und eine Goldmedaille auf der 25-Meter-Bahn. Bei Europameisterschaften erschwamm er viermal Gold und einmal Bronze auf der 50-Meter-Bahn sowie einmal Bronze auf der 25-Meter-Bahn.

## Sportliche Karriere
Der 1,90 Meter große Matteo Pelliciari gewann mehrere italienische Meistertitel über 200 Meter Freistil. Er schwamm für Circolo Canottieri Aniene in Rom.

### Die Jahre bis 2003
Pelliciari debütierte 1998 im Weltcup der Schwimmer, wobei er zunächst als Lagenschwimmer antrat. Seine erste internationale Medaille gewann Pelliciari 2000 bei den Europameisterschaften in Helsinki. Die italienische 4-mal-200-Meter-Freistilstaffel mit Klaus Lanzarini, Federico Cappellazzo, Simone Cercato und Matteo Pelliciari schwamm die schnellste Vorlaufzeit. Im Endlauf waren Emiliano Brembilla, Simone Cercato, Matteo Pelliciari und Massimiliano Rosolino fast sechs Sekunden schneller als die Vorlaufstaffel und gewannen mit über zwei Sekunden Vorsprung vor der deutschen Staffel und den Niederländern. Wie seit 1984 üblich erhielten auch die nur im Vorlauf eingesetzten Staffelmitglieder eine Goldmedaille. Zwei Monate später bei den Olympischen Spielen in Sydney schwamm die 4-mal-200-Meter-Freistilstaffel im Vorlauf mit Andrea Beccari, Lanzarini, Cercato und Pelliciari die drittschnellste Zeit. Im Finale gewannen die Australier mit fünfeinhalb Sekunden Vorsprung vor dem Quartett aus den Vereinigten Staaten. Sechs Hundertstelsekunden hinter den Amerikanern schlugen die Niederländer an, die 0,21 Sekunden vor Beccari, Pelliciari, Brembilla und Rosolino und 0,28 Sekunden vor den Briten lagen. Ende des Jahres bei den Kurzbahneuropameisterschaften in Valencia wurde Pelliciari Vierter über 400 Meter Freistil, wobei er zwei Hundertstelsekunden hinter dem drittplatzierten Tschechen Květoslav Svoboda anschlug. Über 200 Meter Freistil erreichte Pelliciari den fünften Platz mit einer halben Sekunde Rückstand auf die Medaillenränge. Mit der 4-mal-50-Meter-Freistilstaffel belegte er den sechsten Platz.
Im Juli 2001 bei den Weltmeisterschaften in Fukuoka wurde die italienische 4-mal-100-Meter-Freistilstaffel mit Lorenzo Vismara, Matteo Pelliciari, Klaus Lanzarini und Simone Cercato Fünfte mit fast zwei Sekunden Rückstand auf die Drittplatzierten. In der 4-mal-200-Meter-Freistilstaffel schwammen Andrea Beccari, Simone Cercato, Andrea Righi und Federico Cappellazzo die fünftschnellste Zeit. Im Endlauf waren Emiliano Brembilla, Matteo Pelliciari, Andrea Beccari und Massimiliano Rosolino fast zehn Sekunden schneller und wurden Zweite mit sechs Sekunden Rückstand auf die Australier und fast drei Sekunden Vorsprung vor den Gewinnern der Bronzemedaille aus den Vereinigten Staaten. Im August bei der Universiade in Peking siegte Clay Kirkland aus den Vereinigten Staaten über 200 Meter Freistil vor Matteo Pelliciari. Die italienische 4-mal-200-Meter-Freistilstaffel gewann mit über drei Sekunden Vorsprung vor dem US-Quartett. Anfang September fanden in Tunis die Mittelmeerspiele 2001 statt. Über 200 Meter Freistil siegte Emiliano Brembilla mit einer Sekunde vor Pelliciari. Mauro Gallo, Matteo Pelliciari, Michele Scarica und Simone Cercato siegten in der 4-mal-100-Meter-Freistilstaffel mit 0,4 Sekunden Vorsprung vor den Franzosen. In der 4-mal-200-Meter-Freistilstaffel wurden die Griechen Erste mit 0,05 Sekunden vor Davide Berbotto, Simone Cercato, Matteo Pelliciari und Emiliano Brembilla.
2002 bei den Europameisterschaften in Berlin gewann die 4-mal-100-Meter-Freistilstaffel mit Lorenzo Vismara, Christian Galenda, Michele Garcia und Simone Cercato die Bronzemedaille, Pelliciari war im Vorlauf eingesetzt worden. Die 4-mal-200-Meter-Freistilstaffel mit Matteo Pelliciari, Emiliano Brembilla, Federico Cappellazzo und Massimiliano Rosolino erschwamm den Europameistertitel mit über fünf Sekunden Vorsprung vor den Deutschen. Vier Monate später wurden die Kurzbahneuropameisterschaften in Riesa ausgetragen. Pelliciari belegte den fünften Platz über 400 Meter Freistil. Über 200 Meter Freistil siegte Brembilla knapp vor dem Tschechen Svoboda. Pelliciari wurde Dritter mit vier Hundertstelsekunden Vorsprung vor dem Deutschen Stefan Herbst. 2003 bei den Weltmeisterschaften in Barcelona wurden Matteo Pelliciari, Emiliano Brembilla, Federico Cappellazzo und Massimiliano Rosolino Vierte in der 4-mal-200-Meter-Freistilstaffel mit drei Zehntelsekunden Rückstand auf die drittplatzierten Deutschen.

### Die Olympiamedaille 2004 und die Jahre danach
Im Mai 2004 fanden die Europameisterschaften in Madrid statt. Die 4-mal-200-Meter-Freistilstaffel mit Federico Cappellazzo, Matteo Pelliciari, Andrea Beccari und Christian Galenda schwamm die schnellste Vorlaufzeit. Im Finale waren Emiliano Brembilla, Matteo Pelliciari, Massimiliano Rosolino und Filippo Magnini siebeneinhalb Sekunden schneller und siegten mit fünf Sekunden Vorsprung vor den Russen. Drei Monate später bei den Olympischen Spielen in Athen waren Pelliciari, Cercato, Cappellazzo und Rosolino die sechstschnellste Staffel der Vorläufe. Im Finale unterboten Brembilla, Rosolino, Cercato und Magnini die Vorlaufzeit um sechs Sekunden und wurden Dritte hinter dem US-Quartett und den Australiern.
2005 bei den Mittelmeerspielen in Almeria siegte Pelliciari mit der 4-mal-200-Meter-Freistilstaffel mit einer Sekunde Vorsprung vor den Griechen. Einen Monat später wurden Filippo Magnini, Massimiliano Rosolino, David Berbotto und Emiliano Brembilla Vierte bei den Weltmeisterschaften in Montreal, Pelliciari und Luca Pasteris waren im Vorlauf dabei. Im April 2006 bei den Kurzbahnweltmeisterschaften in Shanghai siegten Massimiliano Rosolino, Matteo Pelliciari,
Nicola Cassio und Filippo Magnini mit neuem Europarekord und hatten im Ziel über fünf Sekunden Vorsprung vor den Australiern. Seine letzte internationale Medaille gewann Pelliciari zwei Jahre später bei den Europameisterschaften 2008 in Eindhoven. Marco Belotti, Matteo Pelliciari, Christian Galenda und Nicola Cassio schwammen die zweitbeste Vorlaufzeit. Im Finale siegten Emiliano Brembilla, Massimiliano Rosolino, Nicola Cassio und Filippo Magnini mit einer um fast neun Sekunden schnelleren Zeit. Bei den Olympischen Spielen 2008 gehörte Pelliciari nicht mehr zum italienischen Aufgebot.